# 科龍戈省
科龍戈省（西班牙語：Provincia de Corongo），是秘魯的省份，位於該國北部安卡什大區，首府是科龍戈，海拔高度3,141米，面積988平方公里，2007年人口8,329，人口密度每平方公里8人。
8°30′34″S 77°54′37″W / 8.50944°S 77.91028°W